# 성운아
성운아는 1980~90년대 한국의 다이나믹콩콩코믹스라는 출판사에서 사용한 유령작가의 이름이다. 당시 건담 시리즈 등 일본의 인기 애니메이션 및 만화를 무단으로 국내에서 출판하던 이 회사는 용소야, 쿤타맨 등의 해적판 만화를 출판할 때 일본의 원작자명을 사용하지 않고 성운아라는 가공의 작가명을 사용했다.

## 참고 문헌
- 허지웅 (2014). “보고싶다, 용소야와 쿤타맨 - 다이나믹콩콩코믹스에 대한 단상”. 《오마이뉴스》.
- 이학후 (2013). “'미나문방구' 그 많던 추억은 어디로 갔을까”. 《OhmyStar》.